# Cigaletova ulica
Cigaletova ulica (deutsch: Cigalegasse) ist der Name einer Straße in Ljubljana, der Hauptstadt Sloweniens, im Stadtteil Ajdovščina (Stadtbezirk Center). Sie ist benannt nach dem slowenischen Linguisten und Juristen Matej Cigale (1819 bis 1889). 

## Geschichte
Die Cigaletova ulica wurde 1898 im Gebiet zwischen der Neubebauung des ehemaligen Civilspital-Geländes im Westen sowie dem Justizpalast und dem heutigen Miklošič-Park im Osten angelegt und seitdem nicht umbenannt.

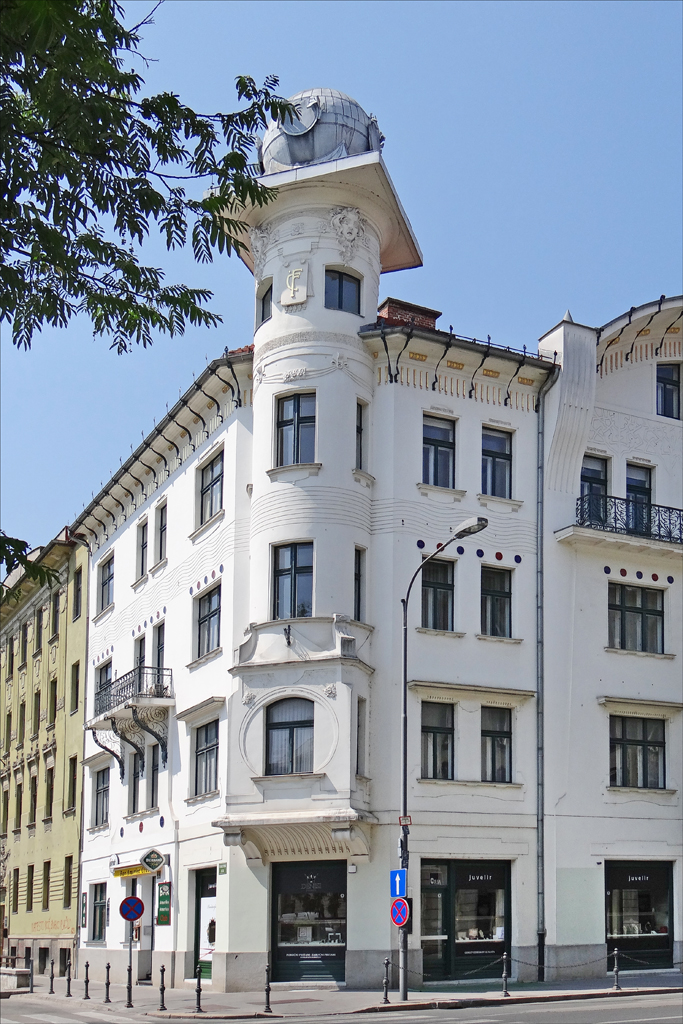
Čuden-Haus

## Lage
Die Straße beginnt an der Kreuzung Ajdovščina und Dalmatinova ulica und verläuft nach Norden parallel zur Slovenska cesta. Nach Kreuzung der Pražakova ulica endet sie als Sackgasse südlich des Trg OF.

## Abzweigende Straßen
Die Slovenska cesta berührt folgende Straßen und Orte (von Süden nach Norden): Miklošič-Park, Tavčarjeva ulica, Trdinova ulica und Pražakova ulica.

## Bauwerke und Einrichtungen
Die wichtigsten Bauwerke und Einrichtungen von kulturellem Interesse entlang der Straße sind von Süden nach Norden:
- Miklošič-Park
- Jugendstil-Häuser Deghengi, Pogačnik und Čuden[2][3][4]
- Justizpalast